# Wang Xinyu
Wang Xinyu (王欣瑜S, Wáng XīnyúP; Shenzhen, 26 settembre 2001) è una tennista cinese.

## Biografia
Wang Zinyu è nata a Shenzhen, nella provincia cinese del Guangdong. Il padre Wang Peng è stato allenatore della squadra di tennis locale e della squadra cinese di Fed Cup, ma ha rinunciato a questo ruolo per occuparsi della carriera della figlia. La madre, invece, è stata giocatrice della squadra di pallacanestro femminile dello Zhejiang. Affiancata dal padre, Xinyu ha iniziato a giocare a tennis all'età di cinque anni.

### Carriera

#### 2018-2020: esordi nel circuito, primo titolo WTA in doppio
A sedici anni, prende parte al tabellone principale degli Australian Open 2018 grazie ad una wildcard ottenuta in seguito alla vittoria dei playoff della zona Asia Pacifica. Tuttavia, esce di scena al primo turno per mano della francese Alizé Cornet. Tuttavia, si aggiudica il titolo nella categoria doppio ragazze insieme a Liang En-shuo.
Torna a qualificarsi nel main draw di uno Slam allo US Open 2019, venendo estromessa in questa circostanza dalla connazionale Zhu Lin. In coppia con la stessa Zhu Lin, poche settimane più tardi vince il torneo di doppio a Nanchang, suo primo titolo nel circuito maggiore.

#### 2021: top 100 in singolare, due titoli in doppio
A Praga, Wang disputa la sua prima semifinale WTA in singolare, arrendendosi solo alla campionessa in carica del Roland Garros nonché futura vincitrice del torneo Barbora Krejčíková che le concede appena tre giochi. 
A settembre centra la finale nel torneo 125 di Columbus sia nel singolare che nel doppio, riuscendo a vincere solo nella seconda categoria citata insieme alla connazionale Zheng Saisai. Con Zheng Saisai prevale anche nel torneo indoor di Courmayeur, assicurandosi in tal modo il terzo titolo WTA e secondo della stagione. Nel tabellone del singolare, si è spinta fino ai quarti di finali arrendendosi solo alla futura campionessa Donna Vekić. Chiude la stagione a Linz, dove supera le qualificazioni e centra l'ennesimo quarto di finale della stagione. Nel secondo turno, si è resa autrice di una prestigiosa vittoria contro la prima testa di serie e vincitrice in carica dello US Open Emma Raducanu, contro cui si impone in una battaglia conclusasi al terzo set per 6-1, 6(0)–7, 7-5. Tale successo le assicura l'ingresso tra le prime cento al mondo. tra le ultime otto, cede il passo ad Alison Riske-Amritraj. 
Termina la stagione la n°99 del mondo in singolare e al n°143 in doppio.

#### 2022
Xinyu inizia l'anno al Melbourne Summer Set 2, dove non passa le qualificazioni ma viene ripescata come lucky loser; al primo turno, perde da Aljaksandra Sasnovič. All'Australian Open, Wang vince la sua prima partita in un main-draw slam, battendo Ann Li per 7-6(5) 6-3. Al secondo turno, cede il passo alla n°2 del mondo Aryna Sabalenka in tre set. Riceve una wild-card per il WTA '500' di San Pietroburgo, uscendo subito di scena contro Ostapenko (1-6 4-6). A Guadalajara si ferma al secondo turno contro la russa Kalinskaja; stessa sorte a Monterrey, dove il secondo turno le è fatale contro Haddad Maia. Dopo non aver superato il tabellone cadetto di Indian Wells, riesce a passare le qualificazioni di Miami, grazie ai successi su Kalieva e Hunter; al primo turno, viene sconfitta da Sasnovič in due parziali. Sulla terra, dopo un primo round a Charleston, vince l'ITF di La Bisbal d'Empordà, imponendosi in finale su Ėrika Andreeva per 3-6 7-6(0) 6-0. Al Roland Garros, per la terza volta in stagione, si arrende a Sasnovič all'esordio. Sull'erba, esce di scena subito a Nottingham contro Tomljanović (4-6 4-6); gioca un buon torneo nel '500' di Berlino: supera le qualificazioni con i successi su Kazianova (6-4 6-1) e Friedsam (4-6 6-3 6-3). Al primo turno, batte la tedesca Korpatsch con lo score di 3-6 6-3 6-4, approdando al secondo round, dove viene estromessa da Coco Gauff.
Sulla terra di Palermo e Praga non va oltre il primo turno. Nello swing americano, esce subito a Washington e non si qualifica per il main-draw di Toronto. Anche a Granby e allo US Open si arrende immediatamente mentre a Tokyo elimina Ellen Perez prima di cedere a Samsonova. Oltre a un secondo turno a Cluj-Napoca, riesce a fare molto bene nel circuito ITF, ottenendo due finali a Trnava e Nantes e vincendo il secondo titolo stagionale a Tokyo. In doppio, ha ottenuto due semifinali WTA a Tallinn e Monterrey e la terza finale in carriera a Guadalajara con Misaki Doi, persa in due set da Christian/Marozava. 
Termina la stagione al n°97 del mondo in singolare, riuscendo a raggiungere un best ranking di n°68 nel corso dell'anno. In doppio, termina il 2022 al n°195, con un best-ranking di n°87.

#### 2023 -  prime semifinali WTA, primi ottavi slam e top-40 in singolare; primo trionfo slam in doppio
Dopo una sconfitta al primo turno ad Auckland, passa le qualificazioni ad Hobart; al primo round, elimina Olivia Gadecki (6-4 7-5) e poi la belga Van Uytvanck (7-5 4-6 6-3), raggiungendo i suoi primi quarti di finale WTA dal 2021. Nella circostanza, cede il passo a Lauren Davis con un duplice 3-6. All'Australian Open replica il secondo turno del 2022, perdendo da Madison Keys. Nel WTA '250' di Hua Hin, la cinese centra la sua prima semifinale sul circuito maggiore: batte in due set la qualificata Zuger (6-2 6-2) e la svedese Björklund (6-3 6-3) per poi sconfiggere Heather Watson (6-3 6(6)-7 6-4) tra le ultime otto. Nel penultimo atto, soccombe alla connazionale Lin Zhu, con lo score di 2-6 4-6. Grazie al buon risultato, sale al 67º posto nel ranking. A Mérida esce di scena al secondo turno contro Cocciaretto. Stessa sorte a Monterrey, dove al secondo round si arrende a Mayar Sherif, settima testa di serie. A Indian Wells riesce a eliminare la n°37 del pianeta Elise Mertens (6-3 6-1) e poi la top-20 Ekaterina Aleksandrova (6-2 6-3), raggiungendo il terzo turno, il primo in carriera in un evento '1000'. Nella circostanza, si arrende a Barbora Krejčíková in tre set. A Miami perde nuovamente contro una ceca, Karolína Plíšková, al secondo round. Sulla terra, non raccoglie alcun successo fino al Roland Garros, quando riesce a spingersi fino al terzo turno, prevalendo su Bouzková (6-4 7-6(5)) e Peterson (7-6(5) 6-2); ai sedicesimi, i primi in assoluto a livello slam, viene travolta dalla n°1 del mondo Iga Świątek, che le infigge un doppio 6-0. Sull'erba, esce all'esordio a Berlino e raggiunge il secondo turno a Wimbledon, battuta da Sofia Kenin in due set. Anche a Praga esce di scena al secondo turno contro la slovacca Hrunčáková . In agosto, vince il suo primo titolo ITF stagionale a Landisville, sconfiggendo Madison Brengle in finale. A Cleveland, dopo aver superato le qualificazioni, raggiunge i quarti di finale, dove cede ad Aleksandrova. Allo US Open, ottiene il miglior risultato della carriera con il quarto turno, eliminando Volynets, Sorribes Tormo e Schmiedlová; negli ottavi, i primi in assoluto in uno slam, si arrende alla top-10 Karolína Muchová in tre set. Grazie al suo ottimo torneo newyorkese, Xinyu sale in classifica di 14 posizioni, facendo segnare il suo nuovo best-ranking alla 39ª piazza mondiale. A metà settembre, la cinese raggiunge la seconda semifinale stagionale al '250' di Osaka, sconfiggendo Teichmann, Sakatsume e la testa di serie n°6 Putinceva; tra le ultime quattro, perde il derby con Zhu Lin con lo score di 5-7 6(6)-7. Ottiene un buon risultato nel '1000' di Pechino: batte l'ex top-5 Zvonarëva e poi la n°13 del mondo Kasatkina, approdando al terzo turno dove cede a Maria Sakkarī. Chiude l'anno al n°32 del mondo, suo nuovo best-ranking. 
In doppio, Xinyu raggiunge due finali a febbraio in quel di Hua Hin e Mérida, rispettivamente con Zhu Lin e con Wu Fang-hsien; in entrambe le circostanze, tuttavia, non riesce a conquistare il trofeo. Al Roland Garros, decide di giocare con la rientrante Hsieh Su-Wei: le due colgono la semifinale senza cedere alcun set; nel penultimo atto, Wang e Hsieh riescono a vincere su Melichar/Perez per 6-2 3-6 6-3, approdando così in finale, la prima a livello major per la cinese. Nel match valido per il titolo, Xinyu e Su-Wei si impongono in rimonta su Townsend/Fernandez con lo score di 1-6 7-6(5) 6-1, conquistando così il suo primo alloro slam. Grazie allo straordinario risultato, sale fino alla 25ª posizione del ranking mondiale, suo nuovo best-ranking. Dopo il secondo turno a Cincinnati, Hsieh/Wang si presentano allo US Open da 8° teste di serie: arrivano ai quarti vincendo tutti e tre i match in tre parziali; tra le ultime otto, estromettono le teste di serie n°3 Pegula/Gauff con lo score 7-6(3) 3-6 6-4. Nella sua prima semifinale a New York, Wang viene eliminata assieme alla compagna dalla coppia Routliffe/Dabrowski per 1-6 6(4)-7. Termina l'anno al n°22 del mondo. 

#### 2024: secondo ottavo slam in singolare; 4º titolo WTA in doppio; prima medaglia olimpica nel misto
In singolare, Xinyu inizia l'anno con due secondi turni ad Auckland e Hobart. All'Australian Open, si arrende al primo turno a Diane Parry. A Hua Hin, la cinese si spinge fino alla semifinale, eliminando Bektas, Hibino e la n°7 del seeding Putinceva; nel penultimo atto, cede il passo alla futura campionessa Šnaider in due set. Tra Dubai e Miami non raccoglie grandi risultati, centrando al massimo il terzo turno nel '1000' della Florida, dove perde da Madison Keys. Sulla terra, ottiene il secondo turno a Strasburgo, Roma e Madrid; va meglio al Roland Garros, dove sconfigge Niemeier e Tomova, replicando il terzo turno del 2023. Nella circostanza, soccombe a Potapova in un match molto combattuto, terminato con lo score di 5-7 7-6(6) 4-6. Su erba, dopo due uscite all'esordio a Berlino e Eastbourne, partecipa al torneo di Wimbledon: dopo un successo su Tomova, batte la n°5 del mondo Jessica Pegula in tre set, conquistando contemporaneamente la sua prima vittoria in carriera su una top-10 e una top-5. Al terzo turno, ha la meglio di Harriet Dart, spingendosi in un ottavo slam per la seconda volta in carriera. In tale circostanza, cede di schianto a Elina Svitolina, che le concede appena tre giochi.
In doppio, cambia diverse partner nel corso della stagione: ad inizio anno gioca con Bethanie Mattek-Sands, Arantxa Rus, Yifan Xu e Fang-Hsien Wu, senza ottenere risultati degni di nota. Il primo exploit della stagione arriva a Roma con la connazionale Zheng: le due raggiungono la semifinale del '1000', battendo nei quarti le campionesse dell'Australian Open Hsieh/Mertens nei quarti; nel penultimo atto, cedono a Gauff/Routliffe. A Berlino, con Zheng Saisai, ottiene il suo quarto titolo di specialità, battendo in finale Chan/Kudermetova; per Xinyu è il primo titolo di livello WTA '500'.
Nel doppio misto, Wang conquista la medaglia d'argento nel torneo olimpico di Parigi assieme al connazionale Zhang, cedendo ai cechi Siniaková/Macháč il match valevole per l'oro.
Ritorna in campo sul cemento americano dove però ottiene appena una vittoria tra Cincinnati e Cleveland. Non va molto meglio agli US Open dove viene sconfitta al secondo turno da Putinceva.
Nei tornei orientali non va oltre il secondo turno del Thailand Open e del China Open. Riesce a sfoggiare il miglior tennis al Wuhan Open dove batte tenniste come Pegula ed Aleksandrova fino a cedere in semifinale alla connazionale Zheng. In Giappone e ad Hong Kong viene sconfitta al primo turno.

#### 2025
Comincia l'anno con tre sconfitte al primo turno nei tornei di Brisbane, Adelaide (dove si qualifica) ed Australian Open. 
A Singapore però raggiunge la semifinale in singolare battuta solo da Mertens, testa di serie numero due, mentre in doppio con la connazionale Zheng Saisai raggiunge la finale, persa contro la coppia Krawczyk/Olmos.
In Medio Oriente è sconfitta al primo turno nei tornei in Qatar e negli Emirati Arabi Uniti. 
Sul cemento nordamericano ad Indian Wells batte Sherif e Ostapenko per cedere ai sedicesimi a Pegula. 
A Miami viene sconfitta al primo turno in singolare e ai quarti di finale in doppio con la connazionale Zheng Saisai.
Tra Madrid e Roma accumula due sconfitte al primo turno contro rispettivamente Sakkari e Rakhimova. 
Partecipa al Parma Ladies Open dove acquista due vittorie contro la connazionale Zhang e l'americana Lepchenko cedendo ai quarti contro la canadese Mboko. Agli Internazionali di Strasburgo vince contro Lys per poi essere sconfitta da Rybakina agli ottavi. 
Coglie una sconfitta al primo turno anche allo slam Parigino contro Raducanu. In doppio con la connazionale Zheng Saisai non va meglio raggiungendo appena il secondo turno.
La stagione sull'erba comincia con una sconfitta al primo turno al Rosmalen Open, noto anche come Libema Open per motivi di sponsorizzazione, contro l'australiana Birrel; medesimo risultato anche in doppio con Zheng Saisai. 
Sfoggia finalmente un ottimo tennis al Grass Court Championships Berlin, partendo dalle qualificazioni approda al tabellone principale battendo Gibson e Jabeur, si fa strada battendo Kasatkina, la numero due al mondo Gauff, la spagnola Badosa, la russa Samsonova fino ad approdare alla sua prima finale wta in singolare contro la ceca Vondrousova.

## Statistiche WTA

### Singolare

#### Sconfitte (1)
| Legenda              |
| -------------------- |
| Grande Slam (0)      |
| Argenti Olimpici (0) |
| WTA Finals (0)       |
| WTA Elite Trophy (0) |
| Dal 2021             |
| WTA 1000 (0)         |
| WTA 500 (1)          |
| WTA 250 (0)          |

| N. | Data           | Torneo               | Superficie | Avversaria in finale | Punteggio         |
| 1. | 22 giugno 2025 | German Open, Berlino | Erba       | Markéta Vondroušová  | 6(10)-7, 6-4, 2-6 |

### Doppio

#### Vittorie (4)
| Legenda               | Legenda      |
| --------------------- | ------------ |
| Grande Slam (1)       |              |
| Ori Olimpici (0)      |              |
| WTA Finals (0)        |              |
| WTA Elite Trophy (0)  |              |
| Dal 2009 al 2020      | Dal 2021     |
| Premier Mandatory (0) | WTA 1000 (0) |
| Premier 5 (0)         | WTA 1000 (0) |
| Premier (0)           | WTA 500 (1)  |
| International (1)     | WTA 250 (1)  |

| N. | Data              | Torneo                             | Superficie  | Compagna     | Avversarie in finale                | Punteggio        |
| 1. | 15 settembre 2019 | Jiangxi Open, Nanchang             | Cemento     | Zhu Lin      | Peng Shuai Zhang Shuai              | 6-2, 7-6(5)      |
| 2. | 30 ottobre 2021   | Courmayeur Ladies Open, Courmayeur | Cemento (i) | Zheng Saisai | Eri Hozumi Zhang Shuai              | 6-4, 3-6, [10-5] |
| 3. | 11 giugno 2023    | Open di Francia, Parigi            | Terra rossa | Hsieh Su-wei | Leylah Fernandez Taylor Townsend    | 1-6, 7-6(5), 6-1 |
| 4. | 23 giugno 2024    | German Open, Berlino               | Erba        | Zheng Saisai | Chan Hao-ching Veronika Kudermetova | 6-2, 7-5         |

#### Sconfitte (5)
| Legenda              |
| -------------------- |
| Grande Slam (0)      |
| Argenti Olimpici (0) |
| WTA Finals (0)       |
| WTA Elite Trophy (0) |
| Dal 2021             |
| WTA 1000 (0)         |
| WTA 500 (0)          |
| WTA 250 (5)          |

| N. | Data             | Torneo                           | Superficie  | Compagna      | Avversarie in finale                | Punteggio   |
| 1. | 12 novembre 2021 | Austria Ladies Linz, Linz        | Cemento (i) | Zheng Saisai  | Natela Dzalamidze Kamilla Rachimova | 4-6, 2-6    |
| 2. | 27 febbraio 2022 | Abierto Zapopan, Guadalajara     | Cemento     | Zhu Lin       | Kaitlyn Christian Lidzija Marozava  | 5-7, 3-6    |
| 3. | 5 febbraio 2023  | Thailand Open, Hua Hin           | Cemento     | Zhu Lin       | Chan Hao-ching Wu Fang-hsien        | 1-6, 6(6)-7 |
| 4. | 26 febbraio 2023 | Mérida Open, Mérida              | Cemento     | Wu Fang-hsien | Caty McNally Diane Parry            | 0-6, 5-7    |
| 5. | 2 febbraio 2025  | Singapore Tennis Open, Singapore | Cemento (i) | Zheng Saisai  | Desirae Krawczyk Giuliana Olmos     | 5-7, 0-6    |

### Doppio misto

#### Sconfitte (1)
| Tornei del Grande Slam  |
| ----------------------- |
| Australian Open (0)     |
| Open di Francia (0)     |
| Torneo di Wimbledon (0) |
| US Open (0)             |
| Argenti Olimpici (1)    |

| N. | Data          | Torneo                  | Superficie  | Compagna      | Avversari in finale             | Punteggio        |
| 1. | 2 agosto 2024 | Giochi Olimpici, Parigi | Terra rossa | Zhang Zhizhen | Kateřina Siniaková Tomáš Macháč | 2-6, 7-5, [8-10] |

## Circuito WTA 125

### Singolare

#### Sconfitte (1)
| N. | Data              | Torneo                        | Superficie  | Avversaria in finale | Punteggio   |
| 1. | 26 settembre 2021 | Columbus Challenger, Columbus | Cemento (i) | Nuria Párrizas Díaz  | 6(2)-7, 3-6 |

### Doppio

#### Sconfitte (1)
| N. | Data              | Torneo                        | Superficie  | Compagna     | Avversarie in finale                 | Punteggio |
| 1. | 25 settembre 2021 | Columbus Challenger, Columbus | Cemento (i) | Zheng Saisai | Dalila Jakupovič Nuria Párrizas Díaz | 6-1, 6-1  |

## Statistiche ITF

### Singolare

#### Vittorie (7)
| Torneo $100.000 (2) |
| Torneo $80.000 (0)  |
| Torneo $60.000 (1)  |
| Torneo $40.000 (0)  |
| Torneo $25.000 (4)  |
| Torneo $15.000 (0)  |

| N. | Data             | Torneo                                                    | Superficie  | Avversaria in finale | Punteggio        |
| 1. | 18 agosto 2018   | Chang ITF Thailand Pro Circuit Nonthaburi, Nonthaburi     | Cemento     | Wang Xiyu            | 6–1, 4-6, 6-1    |
| 2. | 9 giugno 2019    | FutianCup ITF Tournament, Shenzhen                        | Cemento     | Xun Fangying         | 6-1, 6-0         |
| 3. | 16 giugno 2019   | Hengyang Open, Hengyang                                   | Cemento     | Sun Ziyue            | 6-4, 6-3         |
| 4. | 7 luglio 2019    | ITF Women's Circuit Tianjin, Tientsin                     | Cemento     | Jovana Jakšić        | 6-4, 6-2         |
| 5. | 15 maggio 2022   | Torneig Internacional de Tennis Femení Solgironès, Bisbal | Terra rossa | Ėrika Andreeva       | 3-6, 7-6(0), 6-0 |
| 6. | 20 novembre 2022 | Ando Securities Open, Tokyo                               | Cemento (i) | Moyuka Uchijima      | 6-1, 4-6, 6-3    |
| 7. | 13 agosto 2023   | Koser Jeweler Tennis Challenge, Landisville               | Cemento     | Madison Brengle      | 6-2, 6-3         |

#### Sconfitte (5)
| Torneo $100.000 (0) |
| Torneo $80.000 (0)  |
| Torneo $60.000 (3)  |
| Torneo $40.000 (0)  |
| Torneo $25.000 (1)  |
| Torneo $15.000 (1)  |

| N. | Data            | Torneo                                                   | Superficie  | Avversaria in finale | Punteggio           |
| 1. | 17 giugno 2018  | Infond Open, Maribor                                     | Terra rossa | Irina Ramialison     | 2–6, 7–6(3), 5–7    |
| 2. | 4 agosto 2019   | Chang ITF Thailand Pro Circuit Nonthaburi, Nonthaburi    | Cemento     | Yuki Naito           | 6–2, 6(4)–7, 3–6    |
| 3. | 2 maggio 2021   | Boyd Tinsley Women's Clay Court Classic, Charlottesville | Terra verde | Claire Liu           | 6-3, 4-6, 1-4, rit. |
| 4. | 9 ottobre 2022  | Empire Women's Indoor, Trnava                            | Cemento (i) | Katie Swan           | 1-6, 6-3, 4-6       |
| 5. | 5 novembre 2022 | Engie Open Nantes Atlantique, Nantes                     | Cemento (i) | Kamilla Rachimova    | 4-6, 4-6            |

### Doppio

#### Vittorie (2)
| Torneo $100.000 (0) |
| Torneo $80.000 (0)  |
| Torneo $60.000 (1)  |
| Torneo $40.000 (0)  |
| Torneo $25.000 (1)  |
| Torneo $15.000 (0)  |

| N. | Data           | Torneo                                     | Superficie | Compagna   | Avversarie in finale         | Punteggio           |
| 1. | 12 agosto 2018 | Jinan International Open, Jinan            | Cemento    | You Xiaodi | Hsieh Yu-chieh Lu Jingjing   | 6-3, 6(5)-7, [10-2] |
| 2. | 17 agosto 2018 | Chang ITF Thailand Pro Circuit, Nonthaburi | Cemento    | Wang Xiyu  | Destanee Aiava Naiktha Bains | 7-5, 5-7, [10-4]    |

#### Sconfitte (3)
| Torneo $100.000 (0) |
| Torneo $80.000 (0)  |
| Torneo $60.000 (2)  |
| Torneo $40.000 (0)  |
| Torneo $25.000 (0)  |
| Torneo $15.000 (1)  |

| N. | Data           | Torneo                  | Superficie  | Compagna       | Avversarie in finale             | Punteggio        |
| 1. | 6 maggio 2017  | XIXO Open Gyor, Győr    | Terra rossa | Tamara Čurović | Mira Antonitsch Panna Udvardy    | 1–6, 2–6         |
| 2. | 17 marzo 2018  | Pingshan Open, Shenzhen | Cemento     | Danka Kovinić  | Anna Kalinskaja Viktória Kužmová | 4–6, 6–1, [7–10] |
| 3. | 27 aprile 2018 | Blossom Cup, Quanzhou   | Cemento     | Guo Hanyu      | Han Xinyun Ye Qiuyu              | 6(3)-7, 6(6)-7   |

## Grand Slam Junior

### Doppio

#### Vittorie (2)
| Tornei del Grande Slam  |
| ----------------------- |
| Australian Open (1)     |
| Open di Francia (0)     |
| Torneo di Wimbledon (1) |
| US Open (0)             |

| N. | Data            | Torneo                      | Superficie | Compagna      | Avversarie in finale         | Punteggio |
| 1. | 27 gennaio 2018 | Australian Open, Melbourne  | Cemento    | Liang En-shuo | Violet Apisah Lulu Sun       | 6-3, 6-4  |
| 2. | 14 luglio 2018  | Torneo di Wimbledon, Londra | Erba       | Wang Xiyu     | Caty McNally Whitney Osuigwe | 6-2, 6-1  |

## Vittorie contro giocatrici Top 10
| Stagione | 2024 | 2025 | Totale |
| Vittorie | 2    | 2    | 4      |

| #    | Giocatrice         | Ranking | Evento                      | Superficie | Turno | Punteggio        | Rank. XWR |
| ---- | ------------------ | ------- | --------------------------- | ---------- | ----- | ---------------- | --------- |
| 2024 |                    |         |                             |            |       |                  |           |
| 1.   | Jessica Pegula     | 5       | Torneo di Wimbledon, Londra | Erba       | 2T    | 6-4, 6(7)-7, 6-1 | 42        |
| 2.   | Jessica Pegula (2) | 3       | Wuhan Open, Wuhan           | Cemento    | 3T    | 6-3, 7-5         | 51        |
| 2025 |                    |         |                             |            |       |                  |           |
| 3.   | Coco Gauff         | 2       | German Open, Berlino        | Erba       | 2T    | 6-3, 6-3         | 49        |
| 4.   | Paula Badosa       | 10      | German Open, Berlino        | Erba       | QF    | 6-1, rit.        | 49        |